# UAE Team Emirates/Saison 2019
Diese Liste beschreibt die Mannschaft und die Erfolge des Radsportteams UAE Team Emirates in der Saison 2019.

## Erfolge in der UCI WorldTour
In den Rennen der UCI WorldTour Saison 2019 der UCI WorldTour gelangen die nachstehenden Erfolge.
| Datum         | Rennen                              | Sieger             |
| ------------- | ----------------------------------- | ------------------ |
| 19. Januar    | 5. Etappe Tour Down Under           | Jasper Philipsen   |
| 25. Februar   | 2. Etappe UAE Tour                  | Fernando Gaviria   |
| 31. März      | Gent-Wevelgem                       | Alexander Kristoff |
| 13. Mai       | 3. Etappe Giro d’Italia             | Fernando Gaviria   |
| 17. Mai       | 6. Etappe Kalifornien-Rundfahrt     | Tadej Pogačar      |
| 12.–18. Mai   | Gesamtwertung Kalifornien-Rundfahrt | Tadej Pogačar      |
| 1. September  | 9. Etappe Vuelta a España           | Tadej Pogačar      |
| 6. September  | 13. Etappe Vuelta a España          | Tadej Pogačar      |
| 14. September | 20. Etappe Vuelta a España          | Tadej Pogačar      |
| 17. Oktober   | 1. Etappe Tour of Guangxi           | Fernando Gaviria   |
| 21. Oktober   | 5. Etappe Tour of Guangxi           | Fernando Gaviria   |

## Erfolge in der UCI America Tour
In den Rennen der UCI America Tour Saison 2019 der UCI America Tour gelangen die nachstehenden Erfolge.
| Datum       | Rennen                                    | Kat. | Sieger                |
| ----------- | ----------------------------------------- | ---- | --------------------- |
| 27. Januar  | 1. Etappe Vuelta a San Juan Internacional | 2.1  | Fernando Gaviria      |
| 30. Januar  | 4. Etappe Vuelta a San Juan Internacional | 2.1  | Fernando Gaviria      |
| 14. Februar | 3. Etappe Tour Colombia                   | 2.1  | Juan Sebastian Molano |

## Erfolge in der UCI Asia Tour
In den Rennen der UCI Asia Tour Saison 2019 der UCI Asia Tour gelangen die nachstehenden Erfolge.
| Datum       | Rennen                 | Kat. | Sieger             |
| ----------- | ---------------------- | ---- | ------------------ |
| 16. Februar | 1. Etappe Tour of Oman | 2.HC | Alexander Kristoff |

## Erfolge in der UCI Europe Tour
In den Rennen der UCI Europe Tour Saison 2019 der UCI Europe Tour gelangen die nachstehenden Erfolge.
| Datum             | Rennen                            | Kat. | Sieger                 |
| ----------------- | --------------------------------- | ---- | ---------------------- |
| 21. Februar       | 2. Etappe Algarve-Rundfahrt       | 2.HC | Tadej Pogačar          |
| 20.–24. Februar   | Gesamtwertung Algarve-Rundfahrt   | 2.HC | Tadej Pogačar          |
| 1. Juni           | 5. Etappe Norwegen-Rundfahrt      | 2.HC | Alexander Kristoff     |
| 28. Mai – 2. Juni | Gesamtwertung Norwegen-Rundfahrt  | 2.HC | Alexander Kristoff     |
| 9. Juni           | Gran Premio di Lugano             | 1.1  | Diego Ulissi           |
| 13. Juni          | Grosser Preis des Kantons Aargau  | 1.HC | Alexander Kristoff     |
| 21. Juni          | 3. Etappe Slowenien-Rundfahrt     | 2.HC | Diego Ulissi           |
| 19.–23. Juni      | Gesamtwertung Slowenien-Rundfahrt | 2.HC | Diego Ulissi           |
| 30. August        | 2. Etappe Deutschland Tour        | 2.HC | Alexander Kristoff     |
| 14. September     | Coppa Agostoni                    | 1.1  | Aljaksandr Rabuschenka |
| 18. September     | 1. Etappe Slowakei-Rundfahrt      | 2.1  | Alexander Kristoff     |

## Erfolge bei den Nationalen Straßen-Radsportmeisterschaften
In den Rennen zu den Nationalen Straßen-Radsportmeisterschaften 2019 gelangen die nachstehenden Erfolge.
| Datum   | Rennen                                       | Sieger        |
| ------- | -------------------------------------------- | ------------- |
| 1. März | Meisterschaft von VAE – Straßenrennen        | Yousif Mirza  |
| 8. Juni | Slowenische Meisterschaft – Einzelzeitfahren | Tadej Pogačar |

## Mannschaft
| Teamkader 2019                            | Teamkader 2019     | Teamkader 2019               | Teamkader 2019                      |
| Name                                      | Geburtsdatum       | Land                         | Vorheriges Team                     |
| ----------------------------------------- | ------------------ | ---------------------------- | ----------------------------------- |
| Sergio Henao                              | 10. Dezember 1987  | Kolumbien                    | Team Sky (2018)                     |
| Sebastián Molano                          | 4. November 1994   | Kolumbien                    | Manzana Postobón (2018)             |
| Cristian Muñoz                            | 20. März 1996      | Kolumbien                    | Coldeportes-Zenú (2018)             |
| Fabio Aru                                 | 3. Juli 1990       | Italien                      | Astana (2017)                       |
| Sven Erik Bystrøm                         | 21. Januar 1992    | Norwegen                     | Katusha-Alpecin (2017)              |
| Simone Consonni                           | 12. September 1994 | Italien                      | Colpack (2016)                      |
| Valerio Conti                             | 30. März 1993      | Italien                      |                                     |
| Kristijan Đurasek                         | 26. Juli 1987      | Kroatien                     | Adria Mobil (2012)                  |
| Roberto Ferrari                           | 9. März 1983       | Italien                      | Androni Giocattoli-Venezuela (2012) |
| Alexander Kristoff                        | 5. Juli 1987       | Norwegen                     | Katusha-Alpecin (2017)              |
| Marco Marcato                             | 11. Februar 1984   | Italien                      | Wanty-Groupe Gobert (2016)          |
| Daniel Martin                             | 20. August 1986    | Irland                       | Quick-Step Floors (2017)            |
| Simone Petilli                            | 4. Mai 1993        | Italien                      | Unieuro Wilier (2015)               |
| Aljaksandr Rabuschenka                    | 12. Oktober 1995   | Belarus                      |                                     |
| Yousef Mirza Bani Hammad                  | 8. Oktober 1988    | Vereinigte Arabische Emirate | Al Nasr-Dubai (2016)                |
| Manuele Mori                              | 8. September 1980  | Italien                      | Scott-American Beef (2008)          |
| Rory Sutherland                           | 8. Februar 1982    | Australien                   | Movistar Team (2017)                |
| Rui Costa                                 | 5. Oktober 1986    | Portugal                     | Movistar Team (2013)                |
| Diego Ulissi                              | 15. Juli 1989      | Italien                      |                                     |
| Jan Polanc                                | 6. Mai 1992        | Slowenien                    | Radenska (2013)                     |
| Vegard Stake Laengen                      | 7. Februar 1989    | Norwegen                     | IAM Cycling (2016)                  |
| Edward Ravasi                             | 5. Juni 1994       | Italien                      | Colpack (2016)                      |
| Oliviero Troia                            | 1. September 1994  | Italien                      | Colpack (2016)                      |
| Jasper Philipsen                          | 2. März 1998       | Belgien                      | Hagens Berman Axeon (2018)          |
| Fernando Gaviria                          | 19. August 1994    | Kolumbien                    | Quick-Step Floors (2018)            |
| Ivo Oliveira                              | 5. September 1996  | Portugal                     | Hagens Berman Axeon (2018)          |
| Rui Oliveira                              | 5. September 1996  | Portugal                     | Hagens Berman Axeon (2018)          |
| Tom Bohli                                 | 17. Januar 1994    | Schweiz                      | BMC Racing Team (2018)              |
| Tadej Pogačar                             | 21. September 1998 | Slowenien                    | Ljubljana Gusto Xaurum (2018)       |
|                                           |                    |                              |                                     |
| Quellen: ProCyclingStats Cycling Quotient |                    |                              |                                     |